# Salice
Salice település Franciaországban, Corse-du-Sud megyében. Lakosainak száma 88 fő (2022. január 1.). Salice Azzana, Lopigna, Poggiolo, Rosazia és Vero községekkel határos.

## Népesség
A település népessége az elmúlt években az alábbi módon változott:
| Lakosok száma | 201  | 113  | 77   | 116  | 68   | 92   | 91   | 89   | 89   | 88   |
|               | 1968 | 1982 | 1990 | 2006 | 2011 | 2016 | 2017 | 2019 | 2020 | 2022 |